# Hayrettin Demirbaş
Hayrettin Demirbaş (* 26. Juni 1963 in Istanbul) ist ein ehemaliger türkischer Fußballtorwart und heutiger Trainer. Er spielte lange Jahre für Altay Izmir und Galatasaray Istanbul.

## Vereinskarriere
Demirbaş begann mit dem Fußball in der Kreisstadt Ayvalık bei Küçükyolspor. Mit 14 Jahren ging er dann zur Jugend von Altay Izmir. In der Saison 1980/91 wurde Demirbaş in die 1. Mannschaft berufen. Während seiner Zeit bei Altay stieg er mit der Mannschaft zweimal in die Süper Lig auf (1981/82 & 1983/84). Die Saison 1985/86 spielte der Torwart für Afyonspor und zur Saison 1986/87 wechselte Demirbaş zum Traditionsverein Galatasaray Istanbul. Sein Debüt für Galatasaray in der Süper Lig gab er am 15. März 1987 gegen Denizlispor. In derselben Saison wurde er zum ersten Mal in seiner Karriere türkischer Fußballmeister. Demirbaş war vier Jahre lang hinter dem Jugoslawen Zoran Simović zweiter Torhüter. Ab der Saison 1990/91 wurde er zum Stammtorhüter.
Nach einer Begegnung gegen Baník Ostrava im Europapokal der Pokalsieger 1991/92 bekam Demirbaş aufgrund seiner guten Leistung nach der Partie den Spitznamen Panther von Ostrava. Aufgrund von Differenzen zwischen ihm und seinem Trainer Reinhard Saftig verließ Demirbaş in der Spielzeit 1994/95 Galatasaray auf Leihbasis und spielte für Vanspor. 1995/96 kehrte er wie erwartet zurück, jedoch war sein Stammplatz an Brad Friedel übergeben worden. In der Saison 1996/97 war er wieder Stammtorwart, jedoch sah er sich nach dem Ausscheiden im Europapokal der Pokalsieger gegen Paris Saint-Germain starker Kritik ausgesetzt. Demirbaş wurde von den Medien als Hauptverantwortlicher für das Ausscheiden genannt. Nachdem Galatasaray in der gleichen Spielzeit im türkischen Pokal nach 16:17 im Elfmeterschießen gegen Gençlerbirliği Ankara ausgeschieden war, bat Hayrettin Demirbaş vom Trainer Fatih Terim um seine Freigabe. Auslöser dieser Aktion war, dass er keinen Elfmeter gehalten hatte.
In der Rückrunde spielte er für Zeytinburnuspor und stieg mit der Mannschaft in die 2. Liga ab. Seine Karriere beendete Demirbaş bei Ağrıspor.

### Rückkehr nach 10 Jahren
Hayrettin Demirbaş kehrte zehn Jahre nach seinem Karriereende mit 46 Jahren zurück. Er spielte eine kurze Zeit für die Amateurmannschaft 51 Niğdespor. Der ehemalige Torwart wurde vom Trainer Cevdet Sancaklı gebeten, einen Torhüter für seine Mannschaft zu finden. Nachdem die Suche erfolglos geblieben war, wurde ihm selbst ein Angebot unterbreitet. Dass es für die Amateurliga reichte, bewies Hayrettin Demirbaş zuvor bei einer Fernsehsendung namens Devler Ligi, produziert von Acun Ilıcalı. Dort spielten ehemalige Spieler des türkischen Fußball wie Tanju Çolak, Ergün Penbe und Hasan Şaş.

## Nationalmannschaft
Hayrettin Demirbaş absolvierte 18 Länderspiele für die Türkei. Sein Debüt gab er am 1. Mai 1991 gegen England.

## Trainerkarriere
Demirbaşs erste Trainertätigkeit war in der Saison 2002/03 als Torwarttrainer bei Bucaspor. Eine Saison später wurde er zum Chef-Trainer befördert. Danach folgten Engagements bei Erzurumspor, Nazilli Belediyespor, Bingölspor, Yeni Bornovaspor.
Seine vorerst letzte Tätigkeit hatte Demirbaş von 2011 bis 2012 bei Manisaspor als Torwarttrainer.

## Erfolge
- Mit Altay Izmir:
  - Aufstieg in die Süper Lig (2): 1981/82, 1983/84
- Mit Galatasaray Istanbul:
  - Türkischer Meister (4): 1986/87, 1987/88, 1992/93, 1993/94
  - Türkischer Pokalsieger (2): 1990/91, 1992/93
  - Başbakanlık Kupası (1): 1990
  - Türkischer Fußball-Supercup (1): 1991, 1993
  - TSYD Kupası (2): 1991, 1992